# Pan' e saba
Il pani 'e saba (in altre varianti ortografiche pan' 'e saba, pani 'e sapa; lett. "pane di saba") è un tipico dolce sardo diffuso principalmente in Campidano e Barbagia, fatto soprattutto da saba (un mosto cotto), uvetta, nocciole, noci, mandorle e semola, ma può anche contenere cannella, semi d'anice, scorza di arancia, pinoli e chiodi di garofano, e pure essere coperti in traggera.
Si può trovare in svariate forme e dimensioni. Preparato soprattutto per gli eventi ricorrenti alla Festa dei Morti (in sardo Is Animeddas), per Pasqua, Ognissanti e Natale, viene pure sovente collegato a sant'Antonio del fuoco.